# 西藏大豆蔻
西藏大豆蔻（学名：Hornstedtia tibetica）为姜科大豆蔻属下的一个种。